# Письмо сорока двух
«Письмо́ сорока́ двух» — публичное обращение группы известных литераторов к согражданам, содержащее также требования, обращённые к Правительству Российской Федерации и президенту России Б. Н. Ельцину. Опубликовано в газете «Известия» 5 октября 1993 года.

## Предыстория
Первое письменное обращение либеральной литературной общественности к президенту Б. Н. Ельцину состоялось в августе 1993 года, когда 36 литераторов выступили с открытым письмом в газете «Литературные новости». Они осудили «преступную политику Верховного Совета» и потребовали «провести досрочные, не позднее осени текущего года, выборы высшего органа законодательной власти». 15 сентября группа авторов письма (в том числе Юрий Давыдов, Римма Казакова, Анатолий Приставкин, Лев Разгон, Мариэтта Чудакова) были приглашены на встречу с Ельциным.

## Содержание письма
Нет ни желания, ни необходимости подробно комментировать то, что случилось в Москве 3 октября. Произошло то, что не могло не произойти из-за наших с вами беспечности и глупости, — фашисты взялись за оружие, пытаясь захватить власть. Слава Богу, армия и правоохранительные органы оказались с народом, не раскололись, не позволили перерасти кровавой авантюре в гибельную гражданскую войну, ну а если бы вдруг?… Нам некого было бы винить, кроме самих себя. Мы «жалостливо» умоляли после августовского путча не «мстить», не «наказывать», не «запрещать», не «закрывать», не «заниматься поисками ведьм». Нам очень хотелось быть добрыми, великодушными, терпимыми. Добрыми… К кому? К убийцам? Терпимыми… К чему? К фашизму?
<…>
Мы не призываем ни к мести, ни к жестокости, хотя скорбь о новых невинных жертвах и гнев к хладнокровным их палачам переполняет наши (как, наверное, и ваши) сердца.
<…>
История ещё раз предоставила нам шанс сделать широкий шаг к демократии и цивилизованности. Не упустим же такой шанс ещё раз, как это было уже не однажды!

Авторы потребовали от правительства и президента запретить «все виды коммунистических и националистических партий, фронтов и объединений», «все незаконные военизированные, а тем более вооружённые объединения», ввести и широко использовать жёсткие санкции «за пропаганду фашизма, шовинизма, расовой ненависти, за призывы к насилию и жестокости», закрыть «впредь до судебного разбирательства» ряд газет и журналов, в частности газеты «День», «Советская Россия», «Литературная Россия», «Правда», по мнению авторов письма, «возбуждавшие ненависть, призывавшие к насилию и являющиеся <…> одними из главных организаторов и виновников происшедшей трагедии», а также телепрограмму «600 секунд», приостановить деятельность Советов, «отказавшихся подчиняться законной власти», а также признать нелегитимными не только Съезд народных депутатов и Верховный Совет Российской Федерации, но и все образованные ими органы (в том числе и Конституционный суд).

## Непосредственная реакция
Письмо было подписано многими известными людьми, среди которых были академик Дмитрий Лихачёв, поэт Булат Окуджава, писатели Григорий Бакланов, Василь Быков и Даниил Гранин. Против подписавших его выступила группа членов Союза Писателей России — сторонников Съезда народных депутатов и Верховного Совета России: Александр Проханов, Юрий Бондарев, Василий Белов и другие.
В ответном письме, опубликованном в «Независимой газете», три известных диссидента — Андрей Синявский, Владимир Максимов и Пётр Абовин-Егидес — призвали Ельцина подать в отставку: «Только отставка. Монастырь. Грехи замаливать».
Через три дня после появления «Письма сорока двух», 8 октября, в «Независимой газете» было опубликовано анонимное «Обращение собрания демократической общественности Москвы к президенту России Б. Н. Ельцину», которое повторяло и расширяло основные призывы «Письма сорока двух». В литературе и СМИ обращение часто цитировалось под названием «Раздавите гадину!», отсылающим к антирелигиозному девизу французского просветителя Вольтера (фр. Écrasez l’infame!) и к возникшим под его влиянием политическим лозунгам СССР. Так, пресс-секретарь Ельцина Вячеслав Костиков вспоминал: «На какое-то время он [Ельцин] загорался, выслушав очередной призыв „раздавить гадину“. Особенно эффектно они звучали в „исполнении“ Марка Захарова или Святослава Фёдорова, поскольку и тот и другой делали это на высшей эмоциональной ноте и не без артистизма».

## Позднейшая позиция подписавших и возможные подделки подписи
«Ну да, подписал. И правильно подписал! Белый дом во главе с Хасбулатовым вёл к тому, чтобы растоптать те небольшие ростки реформ, которые только начали Ельцин и Гайдар. <…> Армия выжидала, все всего боялись, и мы не могли в такой обстановке оставаться в стороне. <…> Когда фашисты напали на мою Родину, права на сомнения у меня уже не было, и я пошёл на фронт. А Хасбулатов и компания — те же фашисты, так что в октябре девяносто третьего я просто снова пошёл на фронт и не жалею об этом», — сказал в 2008 году Григорий Бакланов.
Мариэтта Чудакова в 2012 году на вопрос о том, не жалеет ли она о том, что подписала «письмо 42», ответила: «Подписала бы и сегодня!». В 2013 году свою прежнюю позицию подтвердили, наряду с ней, Александр Гельман и Александр Рекемчук. По мнению Гельмана, «если бы в октябре 1993 года пришли к власти Хасбулатов, Руцкой и Макашов, положение страны сегодня было бы ещё хуже, чем есть».
30 сентября 2012 года в интервью на радио «Эхо Москвы» Андрей Дементьев отрицал своё подписание «письма сорока двух», а также его подписание Беллой Ахмадулиной и Булатом Окуджавой. По другим данным, Окуджава подтвердил подлинность своей подписи и в дальнейшем сожалел о ней, сказав «бес попутал». Под сомнение ставит ряд подписей под письмом и поэтесса Надежда Кондакова, ссылаясь на свой разговор с одним из инициаторов письма Артёмом Анфиногеновым.
В 2013 году бывший главный редактор литературного журнала «Аврора» Эдуард Шевелёв заявил, что подпись поэта Михаила Дудина под письмом была подделана. Шевелёв сказал, что тяжелобольной и скончавшийся в тот год Михаил Дудин в разговоре с ним и со своим фронтовым другом Александром Шевчуком называл подписавших «мерзавцами», а появление своей подписи — «сволочной провокацией». Будучи лично знакомыми с Робертом Рождественским, Шевелёв и Владимир Бушин ставят под сомнение подлинность его подписи.
По утверждению Юрия Кублановского, Виктор Астафьев заявлял, что его подпись поставили без спроса.

## Оценки
Писатель Василий Аксёнов позднее заявил: «Этих сволочей надо было стрелять. Если бы я был в Москве, то тоже подписал бы это письмо в „Известиях“». В связи с этим заместитель главного редактора «Независимой газеты» Виктория Шохина 3 октября 2003 года, осуждая роспуск парламента, выразила со страниц этого издания недоумение, как это «всем этим писателям-демократам, объявляющими себя противниками смертной казни», «гуманистам», «пришёлся по душе расстрел без суда и следствия». Она отметила, что «их собственное правосознание безнадёжно застряло на первобытном уровне».
Как писал Дмитрий Быков, после подписания письма и интервью, в котором Булат Окуджава одобрил применение силы против Белого дома, на концерте поэта в Минске «прекрасный артист Владимир Гостюхин — человек умеренно-патриотических убеждений — публично сломал и истоптал ногами пластинку его песен». В книге «Булат Окуджава» Дмитрий Быков пишет: «Не было в этом письме ничего сверх обычных призывов к запрету откровенно фашистских, националистических и радикальных организаций и СМИ». По словам социолога Бориса Кагарлицкого, «слушать песни Окуджавы про „комиссаров в пыльных шлемах“ после его заявлений о том, что ему не жалко безоружных людей, погибших в Белом доме, как-то не хочется».
Сергей Кара-Мурза в работе «Интеллигенция на пепелище родной страны» негативно отозвался о появлении письма, отмечая тоталитаризм мышления авторов: «Насколько чужда им идея права. Все неугодные партии и объединения они требуют запретить не через суд, а указом исполнительной власти. Неугодные газеты — закрыть не после судебного разбирательства, а до него. Лучше всего, разгромив редакции и выкинув в окно редакторов».
В 2003 году политик Сергей Глазьев (будучи министром внешнеэкономических связей РФ, в 1993 году в знак протеста против роспуска Верховного Совета он подал в отставку) отметил: «Нельзя обелить преступников и палачей… Даже те, опозорившие себя надолго, деятели нашей культуры, которые подписали это, как вы его назвали, расстрельное письмо 42, и они, я думаю, понимают, что перечеркнули всё доброе и светлое, что создано было ими раньше».
Профессор истории Университета Центральной Флориды (США) Владимир Солонарь в 2010 году называл письмо «возмутительным примером» дискредитации политических оппонентов: «Чтение этого текста и сегодня вызывает вопрос: кто тут больше подобен „фашистам“ — те, кого письмо называет таковыми, или его авторы?».
Вадим Кожинов публично отказывался подавать руку подписавшим это письмо, например, Андрею Нуйкину. Негативно отзывались о подписантах писатели Владимир Бушин и Валерий Хатюшин.
Поэт Юрий Кублановский заявил по случаю 20-летия октябрьских событий 1993 года:

Конечно, я досадовал на тех, кто поставил свои имена под «письмом сорока двух». <…> Честно сказать, я объясняю это недостаточной мировоззренческой глубиной. Всем надоел тогда ведь социализм, а деятельность Верховного Совета воспринималась как однозначно просоциалистическая. <…> Думаю, те, кто подписал это письмо, защищали Ельцина и ельцинизм не из корыстных соображений, они действительно мыслили так, а не иначе. Так что ж тут ссориться? У каждого свой путь, своё понимание реальности.

## Письмо подписали
1. Алесь Адамович
2. Анатолий Ананьев
3. Артём Анфиногенов[28]
4. Виктор Астафьев
5. Белла Ахмадулина
6. Григорий Бакланов
7. Зорий Балаян
8. Татьяна Бек
9. Александр Борщаговский
10. Василь Быков
11. Борис Васильев
12. Александр Гельман
13. Даниил Гранин
14. Юрий Давыдов[29]
15. Даниил Данин
16. Андрей Дементьев[30]
17. Михаил Дудин[31]
18. Александр Иванов
19. Эдмунд Иодковский
20. Римма Казакова
21. Сергей Каледин
22. Юрий Карякин
23. Яков Костюковский
24. Татьяна Кузовлева
25. Александр Кушнер
26. Юрий Левитанский
27. Дмитрий Лихачёв
28. Юрий Нагибин
29. Андрей Нуйкин
30. Булат Окуджава
31. Валентин Оскоцкий
32. Григорий Поженян
33. Анатолий Приставкин
34. Лев Разгон
35. Александр Рекемчук
36. Роберт Рождественский
37. Владимир Савельев
38. Василий Селюнин
39. Юрий Черниченко
40. Андрей Чернов
41. Мариэтта Чудакова
42. Михаил Чулаки